# I Kahlans spår
I Kahlans spår är den tjugonde romanen i fantasybokserien Sanningens svärd av Terry Goodkind. Romanen utgör den första halvan av det engelskspråkiga originalverket Chainfire.